# Субстрат (химия)
Вижте пояснителната страница за други значения на субстрат.
Субстратът (от лат. substerno – постилам отдолу, подлагам) като химико-технологичен термин означава изходно вещество. Терминът има две основни значения в химията:
- субстрат в смисъл на изходно вещество за синтеза на други вещества и продукти – така например нефтът е субстрата, необходим за производството на всички петролни продукти; в специализираната литература се среща още едно название за това значение- прекурсор;
- субстрат в смисъл вещество или реактивна смес, които специфично се активират от определен катализатор.